# Pyrausta tyralis
Pyrausta tyralis is een vlinder van de familie van de grasmotten (Crambidae). De wetenschappelijke naam van deze soort is voor het eerst voorgesteld als Rhodaria  tyralis door Achille Guenée in een publicatie uit 1854.

## Verspreiding
De soort komt voor in het zuiden van Canada, de Verenigde Staten, Cuba, Jamaica, de Dominicaanse Republiek, Puerto Rico, Guatemala en Venezuela.

## Waarplanten
De rups leeft op Psychotria nervosa (Rubiaceae), Bidens connata pinnata (Asteraceae) en soorten van het geslacht Dahlia  (Asteraceae).